# Saison 2021-2022 du Toulouse Football Club
Maillots
Chronologie
Saison précédente Saison suivante
La saison 2021-2022 du Toulouse Football Club voit le club s'engager dans la Ligue 2, après avoir terminé 3e de Ligue 2 la saison précédente et la Coupe de France.
Damien Comolli entame sa deuxième saison en tant que président.
Philippe Montanier est le nouvel entraîneur du club succédant à Patrice Garande.

## Transferts

### Mercato d'été

#### Départs
Après une saison au club, Patrice Garande est remercié du Toulouse FC. 
Après 6 mois au club, Kouadio Koné retourne au Borussia Mönchengladbach.
Après une saison au club Vakoun Issouf Bayo retourne au Celtic FC.
Après 6 mois au club, Sébastien Dewaest n'est pas conservé et retourne au KRC Genk.
Mauro Goicoechea est en fin de contrat et quitte le club.
Wesley Saïd est libéré de son contrat par le Toulouse FC et s'engage avec le Racing Club de Lens.
Efthýmis Kouloúris est libéré de son contrat par le Toulouse FC et s'engage avec l'Atromitos FC, club qui l'a révélé.
Steven Moreira est en fin de contrat et quitte le club.
Firmin Mubele quitte le club.
Un après son arrivée, Deiver Machado quitte le Toulouse FC et s'engage avec le Racing Club de Lens.
Mathieu Gonçalves quitte le Toulouse FC et s'engage avec le Neuchâtel Xamax.
Kelvin Amian quitte le Toulouse FC et s'engage avec le Spezia Calcio.
Aaron Leya Iseka quitte le Toulouse FC et rejoint le Barnsley FC.
Kalidou Sidibé est prêté sans option d'achat à l'US Quevilly-Rouen.
Janis Antiste quitte le Toulouse FC et s'engage avec le Spezia Calcio.
Amine Adli quitte le Toulouse FC et s'engage avec le Bayer Leverkusen.
Florentin Bloch quitte le Toulouse FC et s'engage avec l'Unionistas de Salamanca.
Samuel Kasongo est prêté sans option d'achat au Neuchâtel Xamax.
Ruben Gabrielsen est prêté sans option d'achat au FC Copenhague.

#### Arrivées
Philippe Montanier est le nouvel entraîneur du Toulouse FC pour un contrat de 2 ans.
Issiaga Sylla revient de son prêt du RC Lens.
Aaron Leya Iseka revient de son prêt du FC Metz.
Mathieu Gonçalves revient de son prêt du Le Mans FC.
Kléri Serber revient de son prêt du FC Sète 34.
Kalidou Sidibé revient de son prêt du LB Châteauroux.
Après une saison pleine, Brecht Dejaegere est définitivement transféré au Toulouse FC.
Ado Onaiwu signe au Toulouse FC pour 3 ans.
Mikkel Desler signe au Toulouse FC jusqu'en 2023 plus une année en option.
Denis Genreau signe au Toulouse FC jusqu'en 2025.
Yanis Begraoui signe au Toulouse FC pour 4 ans.
Rasmus Nicolaisen signe au Toulouse FC jusqu'en 2025.
Logan Costa signe au Toulouse FC jusqu'en 2025.
Rafael Ratão signe au Toulouse FC jusqu'en 2024.

### Mercato d'hiver

#### Départs
Stéphane Zobo est libéré de son contrat avec le Toulouse FC.
Agustín Rogel est libéré de son contrat avec le Toulouse FC.
Ruben Gabrielsen est libéré de son contrat avec le Toulouse FC.

#### Arrivées
Ruben Gabrielsen revient de son prêt du FC Copenhague.
Agustín Rogel revient de son prêt du Club Estudiantes de La Plata.
Junior Flemmings s'engage au Toulouse FC jusqu'en 2024.

## Joueurs et encadrement technique

### Effectif professionnel
Le tableau ci-dessous recense l'effectif professionnel actuel du Toulouse Football Club pour la saison 2021-2022.

## Compétitions

### Championnat
La Ligue 2 2021-2022 est la quatre-vingt-troisième édition de Ligue 2. L'épreuve est disputée par vingt clubs réunis dans un seul groupe et se déroulant par matches aller et retour, soit une série de trente-huit rencontres.

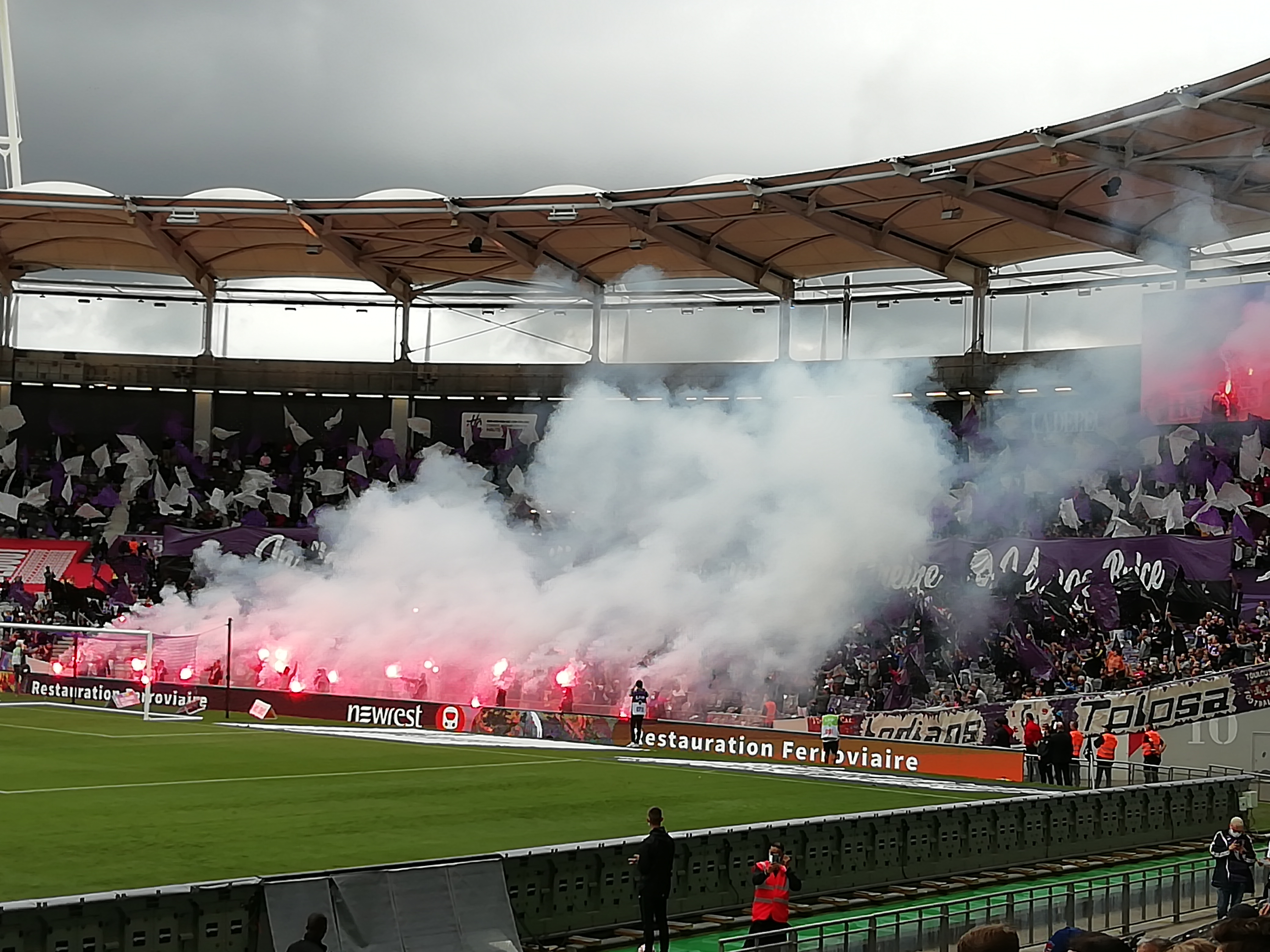
Expérimentation du retour des fumigènes dans l'enceinte des stades.

Le début de saison est réussi pour le club toulousain, six victoires et deux nuls en huit matchs, le meilleur de son histoire en ligue 2 depuis l'instauration d'une poule unique,. Lors de la huitième journée, le 18 septembre 2021, à l'occasion de la réception de Grenoble, Toulouse est le lieu d'une expérimentation du retour des fumigènes dans les stades. Seize supporters issus du groupe des Indians 93, formés et encadrés, sont autorisés à « craquer » des fumigènes dans une zone dédiée du virage Brice Taton lors de l'entrée des joueurs,.

### Retour

#### Classement
| Rang | Équipe                 | Pts | J  | G  | N  | P | Bp | Bc | Diff | Promotion, qualification ou relégation  |
| ---- | ---------------------- | --- | -- | -- | -- | - | -- | -- | ---- | --------------------------------------- |
| 1    | Toulouse FC (C, P)     | 79  | 38 | 23 | 10 | 5 | 82 | 33 | +49  | Promotion en Ligue 1                    |
| 2    | AC Ajaccio (P)         | 75  | 38 | 22 | 9  | 7 | 39 | 19 | +20  | Promotion en Ligue 1                    |
| 3    | AJ Auxerre (O, P)      | 74  | 38 | 21 | 11 | 6 | 61 | 39 | +22  | Participation aux barrages de promotion |
| 4    | Paris FC               | 70  | 38 | 20 | 10 | 8 | 54 | 35 | +19  | Participation aux barrages de promotion |
| 5    | FC Sochaux-Montbéliard | 68  | 38 | 19 | 11 | 8 | 47 | 34 | +13  | Participation aux barrages de promotion |

#### Évolution du classement et des résultats
| Journée  | 1 | 2 | 3 | 4 | 5 | 6 | 7 | 8 | 9 | 10 | 11 | 12 | 13 | 14 | 15 | 16 | 17 | 18 | 19 | 20 | 21 | 22 | 23 | 24 | 25 | 26 | 27 | 28 | 29 | 30 | 31 | 32 | 33 | 34 | 35 | 36 | 37 | 38 |
| -------- | - | - | - | - | - | - | - | - | - | -- | -- | -- | -- | -- | -- | -- | -- | -- | -- | -- | -- | -- | -- | -- | -- | -- | -- | -- | -- | -- | -- | -- | -- | -- | -- | -- | -- | -- |
| Rang     | 7 | 4 | 2 | 2 | 1 | 1 | 1 | 1 | 1 | 1  | 1  | 1  | 1  | 1  | 1  | 1  | 1  | 2  | 2  | 2  | 1  | 1  | 1  | 1  | 1  | 1  | 1  | 1  | 1  | 1  | 1  | 1  | 1  | 1  | 1  | 1  | 1  | 1  |
| Résultat | N | V | V | V | V | V | N | V | V | D  | N  | V  | N  | N  | N  | V  | D  | N  | V  | N  | V  | N  | V  | V  | V  | V  | V  | D  | V  | V  | V  | V  | V  | N  | V  | D  | V  | D  |

## Statistiques

### Statistiques des buteurs
Statistiques des buteurs du club lors de la saison.
| R     | Nom                   | Ligue 2 | Coupe de France | Total |
| ----- | --------------------- | ------- | --------------- | ----- |
| 1     | Rhys Healey           | 20      | 2               | 22    |
| 2     | Branco van den Boomen | 12      | 0               | 12    |
| 3     | Rafael Ratão          | 11      | 2               | 13    |
| 4     | Ado Onaiwu            | 10      | 2               | 12    |
| 5     | Nathan Ngoumou        | 8       | 0               | 8     |
| 6     | Rasmus Nicolaisen     | 4       | 0               | 4     |
| 6     | Anthony Rouault       | 4       | 0               | 4     |
| 8     | Bafodé Diakité        | 2       | 0               | 2     |
| 8     | Brecht Dejaegere      | 2       | 0               | 2     |
| 8     | Denis Genreau         | 2       | 0               | 2     |
| 11    | Ruben Gabrielsen      | 1       | 0               | 1     |
| 11    | Mikkel Desler         | 1       | 0               | 1     |
| 11    | Steve Mvoué           | 1       | 0               | 1     |
| 11    | Stijn Spierings       | 1       | 0               | 1     |
| 11    | Logan Costa           | 0       | 1               | 1     |
| 11    | Mamady Bangré         | 1       | 0               | 1     |
| Total | Total                 | 80      | 7               | 87    |

### Statistiques des passeurs
Statistiques des passeurs du club lors de la saison.
| R     | Nom                   | Ligue 2 | Coupe de France | Total |
| ----- | --------------------- | ------- | --------------- | ----- |
| 1     | Branco van den Boomen | 20      | 3               | 23    |
| 2     | Stijn Spierings       | 6       | 0               | 6     |
| 3     | Mikkel Desler         | 5       | 0               | 5     |
| 4     | Brecht Dejaegere      | 4       | 0               | 4     |
| 4     | Rhys Healey           | 4       | 0               | 4     |
| 4     | Nathan Ngoumou        | 4       | 0               | 4     |
| 5     | Ado Onaiwu            | 2       | 2               | 4     |
| 6     | Denis Genreau         | 3       | 0               | 3     |
| 7     | Rasmus Nicolaisen     | 2       | 0               | 2     |
| 7     | Issiaga Sylla         | 2       | 0               | 2     |
| 8     | Moussa Diarra         | 1       | 0               | 1     |
| 8     | Anthony Rouault       | 1       | 0               | 1     |
| 8     | Rafael Ratão          | 1       | 0               | 1     |
| 8     | Yanis Begraoui        | 1       | 0               | 1     |
| Total | Total                 | 55      | 5               | 60    |